# Dietrich Ehrhard von Knobloch
Dietrich Ehrhard von Knobloch (* 1690/1693 in Glittehnen; † 12. April 1757 in Chemnitz) war ein preußischer Generalmajor, Chef des Infanterieregiments Nr. 10 sowie Ritter des Pour le Mérite und Erbherr von Glittehnen, Wanguthen und Neufrost (Tettawicken).

## Leben

### Herkunft
Dietrich Erhard entstammte dem Adelsgeschlecht von Knobloch und war der Sohn von Johann Ehrhard von Knobloch und Euphemia Euphrosine von Tettau. Sein Bruder war der preußische Generalmajor Karl Gottfried von Knobloch.

### Militärkarriere
Knobloch trat 1709 in preußische Dienste und wurde beim Infanterieregiment „Holstein“ Nr. 11 angestellt. Er kämpfte im Spanischen Erbfolgekrieg und war bei der Belagerung von Stralsund während des Pommernfeldzuges 1715/16 als Secondeleutnant dabei. Sein Chef Friedrich Ludwig von Holstein-Beck hatte großes Vertrauen zu Knobloch und machte ihn zum Erzieher seines Sohnes Wilhelm, der aber bald in Wien verstarb.
Knobloch stieg weiter auf und als General Röder zum Rheinfeldzug 1735 kommandiert wurde, marschierte Knobloch mit. 1736 wurde er zum Major befördert. Im Ersten Schlesischen Krieg marschierte er mit dem Regiment nach Schlesien, zur Schlacht bei Mollwitz kam er aber zu spät. Er rückte weiter nach Schlesien und sicherte die preußische Armee im Winter. Am 13. Mai 1742 wurde er zum Oberstleutnant befördert.
Am 17. Mai kam es zur Schlacht bei Chotusitz, in der Knobloch schwer verletzt wurde. 1744 befand er sibei den Truppen, die die Österreicher wieder aus Schlesien vertrieben. Am 20. Januar 1745 wurde er Oberst und Kommandant des Regiments. Am 4. Juni 1745 führte er das Regiment in die Schlacht bei Hohenfriedberg. Das Regiment kam danach zum Korps des Generals Moulin, während die Schlachten von Soor und Kesselsdorf geschlagen wurden.
Am 31. Dezember 1750 ernannt der König Knobloch zum Generalmajor und er erhielt das Infanterieregiment „Prinz Dietrich“ Nr. 10. Mit Beginn des Siebenjährigen Krieges marschierte das Regiment in Sachsen ein. Knobloch kämpfte in der Schlacht bei Lobositz und war beim Einschluss der sächsischen Truppen in Pirna dabei.
Er starb überraschend am 12. April 1757 in Chemnitz.

### Familie
Knobloch war zweimal verheiratet. Seine erste Frau war Henriette Luise von Cupner, Tochter des Geheimrats Cupner, die er am 15. Juli 1735 in Königsberg heiratete. Aus der Ehe überlebte der Sohn Friedrich Wilhelm Erhard von Knobloch.
Nach dem Tod seiner ersten Frau heiratete er Luise von Papen (auch: Pappe, Pape), Tochter eines Oberstleutnants der Kavallerie. Aus der Ehe überlebten Johann Andreas Ludwig und Amalie Ursula Anna.